# 河南村 (長野県)
河南村（かなみむら）は長野県上伊那郡にあった村。現在の伊那市高遠町中心部の南方一帯、三峰川左岸にあたる。

## 地理
- 山：高尾山、五郎山、三界山
- 河川：三峰川

## 歴史
- 1889年（明治22年）4月1日 - 町村制の施行により、勝間村・上山田村・下山田村・小原村の区域をもって発足。
- 1964年（昭和39年）4月1日 - 高遠町に編入。同日河南村廃止。
- 2006年（平成18年）3月31日 - 高遠町が伊那市・長谷村と合併し、改めて伊那市が発足。